# Andesia errata
Andesia errata là một loài bướm đêm trong họ Noctuidae.